# Oravaluoto (ö i Södra Karelen)
Oravaluoto är en ö i Finland. Den ligger i sjön Saimen och i kommunen Villmanstrand i den ekonomiska regionen  Villmanstrands ekonomiska region  och landskapet Södra Karelen, i den södra delen av landet, 220 km nordost om huvudstaden Helsingfors. Öns area är 0,4 hektar och dess största längd är 90 meter i öst-västlig riktning.